# Ägget är löst!
Ägget är löst! är en svart komedi från 1975 i regi av Hans Alfredson.

## Handling
En rik industriman (Max von Sydow) förtrycker sin fru (Birgitta Andersson) och deras vuxne son (Gösta Ekman d.y.). En morgon kommer en luffare (Hasse Alfredson), och blir guidad av industrimannen runt slottet. När de kommer till hönseriet, flyr luffaren.
Industrimannen får senare besök av en amerikan som han guidar runt fabriken, där ägg är råvara till all tillverkning. Bland annat görs potenspulver av äggskal. Men den verkliga succéartikeln är Nixitch som används för att klia sig i stjärten och framställs i tre storlekar.
Sonen möter på en ridtur några arbetare på fabriken som är skeptiska till Nixitch och dessutom läcker farlig syra ut. De vill att sonen skall framföra detta till sin pappa om detta, men istället rider han ifrån dem. Han blir intresserad av en kvinna som jobbar i stallet (Anna Godenius) och får till sist med henne på en resa till Köpenhamn, men hon överger honom på hotellet. Väl hemma igen, ser han samma kvinna sätta på sig sina trosor och lämna faderns kontor.
Han hämtar därefter familjens jaktgevär, och går in och skjuter sin fader. När han kommer hem till slottet igen, söker han upp sin mamma som tröstar honom. Mor och son börjar sedan kyssas. Då inträder fadern, som hade på sig ett harnesk under skjortan och således klarade sig. Fadern åker iväg med sonen och kastar honom i en liten skogssjö.
Där ligger han med huvudet strax ovanför vattenytan och skriker tills han tappar rösten. Där blir han kvar ett helt år och acklimatiserar sig som ett vattendjur. Under vintern fryser han fast och ligger i dvala. På våren spolas han upp och blir hittad av samme luffare som besökte hans hem tidigare. Denne ger honom mat och husrum. Sonen lär sig gå och tala igen.
Luffaren berättar att saker har förändrats i samhället i brist på mat. De vandrar in i staden där de ser tiggande människor och lik som ligger på gatorna. Slottet är barrikaderat. När de försöker närma sig blir luffaren skjuten, men klarar sig. Sonen välkomnas av sina föräldrar och fadern gråter ut över att Nixitch gått i konkurs och att hönorna har dött ut, därav ingen mat. Sonen beger sig till fabriken följd av en folkmassa. Han börjar ställa om maskinerna så att tillverkningsprocessen skall gå baklänges.
Det blir ägg, men till deras besvikelse innehåller dessa en sorts svart sörja istället. Sonen försöker förgäves förklara att man kan överleva på allt, vilket han har erfarit i sjön. Han flyr iväg. Någon i massorna upptäcker att äggen går att äta trots allt. Sonen kommer till sist fram till sjön där luffaren redan ligger och han hoppar i.

## Om filmen
Filmen är baserad på Hans Alfredsons novell Pojken i vattnet från 1967.
Hans Alfredson belönades med en guldbagge för bästa regi.

## Rollista
- Gösta Ekman - Sonen
- Max von Sydow - Fadern
- Birgitta Andersson - Modern
- Anna Godenius - Flicka
- Hans Alfredson - luffaren
- Jim Hughes - Amerikan
- Stig Ossian Ericson - Arbetare
- Jan Wirén - Arbetare
- Meg Westergren - Kvinna i reklamfilm
- S Ola Thulin - Doktor
- Kerstin Lokrantz - Badande kvinna
- Anders Jonason - Badande man
- Bengt Ottekil - Fiskare
- Tage Danielsson - Engman, hovmästare
- Börje Ahlstedt - Man i reklamfilm (marginell biroll/statist)
- Jan Nygren - Speaker i reklamfilm / Faderns kontakt i telefon (röst)

## Musik i filmen
- En hårdkokt saga, kompositör Alfred Jansson
- Köpenhamn, kompositör Alfred Jansson
- Sjöreds mosse, kompositör Alfred Jansson
- Vi ska vandra tillsammans till vårt Samarkand, kompositör Alfred Jansson, text Hans Alfredson, framförs av Yngve Forssélls orkester
- Äggsången, kompositör Alfred Jansson, text Hans Alfredson, dirigent Folke Bohlin, dans Orest Koslowsky och Ingrid Tönsager, m.fl.
- Du och jag och Amor, kompositör Alfred Jansson, text Hans Alfredson, framförs av Yngve Forssélls orkester
- Äntligen, kompositör Alfred Jansson, text Hans Alfredson, framförs av Yngve Forssélls orkester
- We'll Meet Again, kompositör Ross Parker, text Ross Parker och Hughie Charles, sång Hans Alfredson[7]